# 巣立ち
「巣立ち」（すだち）は、日本のロックバンド、鴉の4th シングル。2010年11月3日発売。2014年に再録し、再リリースしている。

## 概要
テレビドラマ闇金ウシジマくんの主題歌である。

## 収録曲
1. 巣立ち
毎日放送・TBS系『闇金ウシジマくん』主題歌
2. 最後の歌
3. この夜、彷徨い続け

### 再録
1. 巣立ち(再録)
2. 浅春待ちぼうけ
3. 巣立ち(ホリエモンVersion)

全作詞・作曲：近野淳一、全編曲：鴉